# Macrodactylus felix
Macrodactylus felix är en skalbaggsart som beskrevs av Kirsch 1885. Macrodactylus felix ingår i släktet Macrodactylus och familjen Melolonthidae. Inga underarter finns listade i Catalogue of Life.